# コナギ
コナギ（小水葱、小菜葱、子菜葱、子水葱、学名：Monochoria vaginalis var. plantaginea）は、ミズアオイ科に分類される一年性の水田雑草。ツバキバ、ツバキグサ、ナギ、イモグサ、ササナギ、ミズナギ、トリノシタ、ハートグサといった別名がある。なお、ナギやミズナギは同属のミズアオイ Monochoria korsakowii の別名でもある。

## 特徴
一年草で、地下茎などは持たない。高さは15センチメートル (cm) ほどになる。茎は根元で数本に枝分かれし、小柄なものは地表をわずかに這い、大柄なものはやや斜めに立ち上がる。葉は長い柄があり、葉身は強い光沢がある細い披針形、生長がよければ基部が心形の卵形になり、成長段階によって変化する。おおむね、よく育つと幅広くなる。全株ともやわらかく、緑色で葉身表面はつやがあってやや色が濃い。
花期は晩夏から晩秋にかけて（8 - 10月）。葉柄の基部に短い房状の穂を出し、青紫色の花をつける。花はホテイアオイのそれに似るがずっと小さく、花弁はより細長い。受粉後に果実を実らすと花穂は萎れ、下向きになる。冬に至ると植物体は種子を擁した花穂を残し、枯死する。果実は熟すと裂け、種子は水面に浮かんで散布される。

## 生態
水田の代表的な雑草として知られ、イネの株間などに生える。冬の間に撒種された種子は、5月ごろに発芽する。本種種子には休眠性があり、一度寒気に晒さないと発芽しない。種子には嫌酸素性もあり、無酸素状態に置かれた種子ほどよく発芽する。

## 分布
東アジア全域に広く分布し、日本国内でもほぼ全土にわたって見られる。水田などに自生する。原産地は東南アジアで、そこから東アジア各地へ水稲耕作の伝播ともに伝わったと考えられており、日本の個体群も史前帰化植物と考えられている。

## 近似種
単子葉植物ゆえに当初は子葉1枚のみであるが、その後にササ似のやや広い線形の葉を数枚出し、その姿はおなじ水田雑草であるウリカワ、オモダカ、ヘラオモダカなどと酷似する。やや水が深い場合は葉柄が長くなり、浮葉をつける場合もある。やがて葉は次第に膨らみを帯びるようになり、卵形か心臓形へ変化する。さまざまな別名は、この短い間の葉形の変化に由来する。なお、葉の基部は同属のミズアオイや同じ科のホテイアオイのように太くならない。
上記のオモダカ類の種とは、成長するとわかりやすく、花はまったく異なるので混同することはない。ミズアオイは同属だけによく似ているが、ミズアオイの花序が穂状に上に伸びるのに対し、コナギのそれは葉腋に数花出るだけなので区別できる。ただし、よく成長したコナギは、花がなければミズアオイと見間違える場合もある。いずれにせよ、ここにあげた植物は現在では希少種となっており、植物採集家や水草マニアは、時にコナギを見て悩まされたり落胆したりしがちである。農家から見れば喜ばしいこととはいい難いが、多くの水田雑草がその姿を希少なものにしている中では、コナギはまだ減少していないほうであるといえる。
なお、アメリカコナギ (Heteranthera limosa (Sw.) Willd.) が帰化植物として日本に侵入している。コナギと名前がつくが、別属（アメリカコナギ属）の植物である。

## 人間との関係
日本人との付き合いは古く、同属のミズアオイと共に万葉集に本種を読んだ歌が収録されている。
「ノビルに酢醤油をかけたものを添えて、鯛を食べたい。ナギの汁物なんかは要らないよ」といった意味の和歌であるという。
また、江戸時代頃までは食用にされていた。ベトナムでは今でも食用にする。川原 (2015) によれば、無農薬の合鴨農法で稲を育てている水田から採取したコナギのやわらかそうな部分を、茹でて水にさらし、おひたしや酢の物にして食べたところ、まずかろうという先入観に反してふつうに食べられたという感想を述べている。
しかし今日の日本では、水田耕作における強害草の1つに数えられている。本種はイネより成長が早いため、すぐに影をつくってイネの成長を阻害する。また、成長に際して過分な窒素分を要求するので、水田に生えた場合はイネの窒素吸収を阻害する。そもそも発芽に際して酸素を嫌うという変わった性質から、地表を水で覆う水田は結果として本種に絶好の環境を提供している。ただし、除草剤に対する耐性がないため、除草剤を撒いている田にはあまり生えない。それゆえ、無農薬農法によるコメ作りをしている田には執拗に生え、こうした農法に従事する農家の悩みのタネになっている。なお、近年は除草剤に対して耐性を有する個体も出現している。
有吉佐和子の『複合汚染』には、本種がイネのコンパニオンプランツである旨が紹介されているが、実態は上記の通りであり、本種がイネの生育に好影響を与えているとはいえない。